# روبرت ماتسون
روبرت ماتسون (بالفنلندية: Robert Mattson)‏ هو شخصية أعمال فنلندي، ولد في 16 مايو 1851 في فاردو ‏ في فنلندا، وتوفي في 10 مايو 1935 في هلسنكي في فنلندا.